# Aleksey Yagudin
Alexeï Konstantinovitch Iagoudine (en russe : Алексей Константинович Ягудин, transcription anglaise : Alexei Konstantinovich Yagudin), né le 18 mars 1980 à Leningrad, en Union soviétique, est un patineur artistique, 4 fois champion du monde, 3 fois champion d'Europe de patinage artistique et champion olympique en 2002 à Salt Lake City.

## Biographie

### Carrière sportive
Alexeï Yagudin reçoit sa première formation de patineur avec Alexeï Michine. À dix-huit ans, il s'exile aux États-Unis et a poursuit sa formation avec Tatiana Tarasova. Nikolai Morozov est son chorégraphe.
En 2002, aux Jeux olympiques, il devient le premier patineur à recevoir quatre 6.0. Aux championnats du monde, il reçoit six 6.0 pour la note artistique. Il est le premier à recevoir un 6.0 pour la technique. (Dans l'ancienne notation, 6.0 était la note parfaite.)
La même année, il réussit le « grand chelem » en gagnant les championnats d'Europe, les Jeux olympiques et les championnats du monde. Il lui manque cependant le championnat de Russie, pour lequel il était forfait. C'est d'ailleurs le seul titre qui lui manque.
Son rival de toujours est Evgeni Plushenko. Une fragilité congénitale de la hanche l'oblige à se retirer de la compétition en 2003.

### Reconversion
Il devient entraîneur-consultant du patineur français Brian Joubert et est l'entraîneur d'Andrei Griazev (Russie).
M. Yagudin entre dans le circuit professionnel. Il participe au spectacle américain Stars on Ice plusieurs fois avant de retourner vivre en Russie. Là, il a notamment participé au spectacle Ice Symphony.
En juillet 2007, il se fait implanter une prothèse en titane à la hanche droite. Il compte ainsi reprendre la compétition après cinq années passées dans le circuit professionnel, et espère notamment concourir aux Jeux olympiques de 2010. Nicolaï Morozov et Tatiana Tarasova acceptent de reprendre leur ancien élève, mais il doit renoncer à ce retour, car il souffre encore trop de la hanche. Il doit se contenter de participer à des spectacles sur glace.
Le 5 juillet 2008, il porte la flamme olympique à travers les rues de Saint-Pétersbourg.

### Vie privée
Alexei vit avec l'ancienne championne de patinage Tatiana Totmianina. Depuis le 20 novembre 2009, ils donnent naissance à une petite Liza.

## Palmarès
| Compétition/Année                   | 1994    | 1995    | 1996    | 1997    | 1998    | 1999    | 2000    | 2001    | 2002    | 2003    |  |  |  |  |
| Jeux olympiques d'hiver             |         |         |         |         | 5e      |         |         |         | 1er     |         |  |  |  |  |
| Championnats du monde               |         |         |         | 3e      | 1er     | 1er     | 1er     | 2e      | 1er     |         |  |  |  |  |
| Championnats d'Europe               |         |         | 6e      | 5e      | 1er     | 1er     | 2e      | 2e      | 1er     |         |  |  |  |  |
| Championnats de Russie              | 5e      | 5e      | 4e      | 3e      | 2e      | 2e      | 2e      | 2e      | F       | F       |  |  |  |  |
| Championnats du monde juniors       | 4e      |         | 1er     |         |         |         |         |         |         |         |  |  |  |  |
|                                     |         |         |         |         |         |         |         |         |         |         |  |  |  |  |
| Grand Prix ISU                      | 1993/94 | 1994/95 | 1995/96 | 1996/97 | 1997/98 | 1998/99 | 1999/00 | 2000/01 | 2001/02 | 2002/03 |  |  |  |  |
| Finale du Grand Prix ISU            |         |         |         | 5e      | 4e      | 1er     | F       | 2e      | 1er     |         |  |  |  |  |
| Skate America                       |         |         |         | 3e      |         | 1er     | 1er     | 2e      |         | A       |  |  |  |  |
| Skate Canada                        |         |         |         |         |         |         | 1er     | 1er     | 1er     |         |  |  |  |  |
| Coupe d'Allemagne                   |         | 8e      |         | 3e      |         | 1er     |         |         |         |         |  |  |  |  |
| Trophée de France                   |         |         |         |         | 1er     | 1er     | 1er     | 1er     | 1er     |         |  |  |  |  |
| Coupe de Russie                     |         |         |         | 2e      | 1er     |         |         |         |         |         |  |  |  |  |
| Légende : F = Forfait ; A = Abandon |         |         |         |         |         |         |         |         |         |         |  |  |  |  |